# Опавиця
Опавиця (пол. Opawica, нім. Tropplowitz, Troplowitz) — село в Польщі, у гміні Ґлубчиці Ґлубчицького повіту Опольського воєводства.
Населення — 118 осіб (2011).

## Демографія
Демографічна структура станом на 31 березня 2011 року:
|          | Загалом | Допрацездатний вік | Працездатний вік | Постпрацездатний вік |
| -------- | ------- | ------------------ | ---------------- | -------------------- |
| Чоловіки | 60      | 10                 | 42               | 8                    |
| Жінки    | 58      | 12                 | 34               | 12                   |
| Разом    | 118     | 22                 | 76               | 20                   |

## Уродженці
- Кароль Юзеф Сєдльніцький, підляський воєвода I Речі Посполитої